# BAT99-98
BAT99-98是在大麥哲倫星系中的一顆恆星，位於劍魚座30星雲中的R136星團附近。它以226 M☉和5,000,000 L☉成為已知的最大質量和最亮恒星之一。

## 觀測
1978年，梅爾尼克(J.Melnick)進行了覆蓋了劍魚座30區域的一次調查，發現了六顆新的沃夫-瑞葉星，它們的光譜分類都屬於WN序列。調查觀察到的恒星都在14星等以上，距離劍魚座30星雲中心不到兩弧分，BAT99-98被標記為Mel J星。發現其表觀星等為13.5，光譜類型為WN-5。
第二年，報導LMC中有13顆新的沃夫-瑞葉星，其中一顆就是梅爾尼克標記的Mel J。它被編號為12，稱為AB 12，或LMC AB 12，以與更為人所知的SMC AB星有所區別。
梅爾尼克對在NGC 2070中的這顆恒星進行了另一項研究，稱這顆編號為BAT99-98的恆星為梅爾尼克49，給出了光譜類型為WN7。
無論名稱AB12和Mel J都不常用，然而有時會出現Melnick 49。不過，更常見的是雷德克里夫天文台的布雷沙星表中的R序號 或
BAT99。

## 特點
這顆恒星位於R136星團附近，與R136中的大質量恒星具有相似的質量-光度特性。據估計，這顆恒星在誕生時擁有250 M☉，至今已經失去了20 M☉。它通過一個以1,600 km/s移動的恒星風釋放大量質量。這顆恒星的表面溫度為45,000 K，光度為5,000,000 L☉。儘管這顆恒星由於其高溫而非常明亮，但其中大部分是紫外線，人類看不見——它在可見光的亮度僅為太陽的141,000倍，光譜類型被歸類為WN6。

## 命運
BAT99-98的未來取決於它的質量損失。人們認為，如此巨大的恒星永遠不會失去足够的質量來避免災難性的結局。結果很可能是一顆超新星、極超新星、伽馬射線暴，或者幾乎沒有可見的爆炸，就留下一個黑洞或中子星。確切的細節在很大程度上取決於質量損失的時間和數量，現時的模型沒有完全複製觀測到的恒星，但本地宇宙中質量最大的恒星預期會形成Ib型或Ic型超新星，有時會伴隨伽馬射線爆發，並留下一個黑洞。